# Петрович, Тодор
Тодор Петрович (серб. Todor Petrović / Тодор Петровић, род. 18 августа 1994, Гламоч, ФБиГ) — сербский футболист, полузащитник вьетнамского клуба «Конг Ан».

## Биография
Родился в городе Гламоч. Начал свою карьеру в Сербии в клубах низших дивизионов «Земун» и «Сопот». В 2014 году находился в испанском «Хересе», однако за основную команду не выступал.
С 2014 года выступал за клуб высшего дивизиона Сербии «Вождовац», сыграв за него около 100 матчей.
В январе 2019 года подписал контракт с украинским клубом «Ворскла». Покинул команду в январе 2020 года.
С марта 2020 года — игрок хорватского клуба «Интер» из города Запрешич.

## Клубная статистика
| Игровая карьера | Игровая карьера | Игровая карьера | Лига | Лига | Кубок | Кубок | Межд. | Межд. | Др. | Др. |
| --------------- | --------------- | --------------- | ---- | ---- | ----- | ----- | ----- | ----- | --- | --- |
| 2018/19         | Ворскла         | А               | 8    | 1    | 1     | 0     | —     | —     | —   | —   |
| 2019/20         | Ворскла         | А               | 13   | 0    | 1     | 0     | —     | —     | —   | —   |
| 2019/20         | Интер           | А               | 3    | 0    | —     | —     | —     | —     | —   | —   |
| 2020/21         | Раднички        | А               | 33   | 0    | 2     | 1     | —     | —     | —   | —   |
| 2022            | Атырау          | А               | 19   | 1    | 6     | 1     | —     | —     | —   | —   |
| 2023            | Конг Ан         | А               | —    | —    | —     | —     | —     | —     | —   | —   |